# Lago Müritz
El lago Müritzⓘ es un lago ubicado en el distrito Llanura Lacustre Mecklemburguesa, del estado de Mecklemburgo-Pomerania Occidental (Alemania), que con sus 117 km² y sus 31 m de profundidad máxima es el lago interior más grande del país. Su principal afluente es el río Elde. Sólo es superado en tamaño por el lago Constanza, si bien este no es exclusivamente alemán, sino compartido con Austria y Suiza.

## Poblaciones
Las mayores ciudades o municipios a orillas del lago son: Waren, Rechlin, Priborn, Vipperow, Ludorf, Röbel, Gotthun, Sietow y Klink.

## Entorno natural
La zona este del lago linda con el Parque nacional Müritz.

## Mapas e imágenes

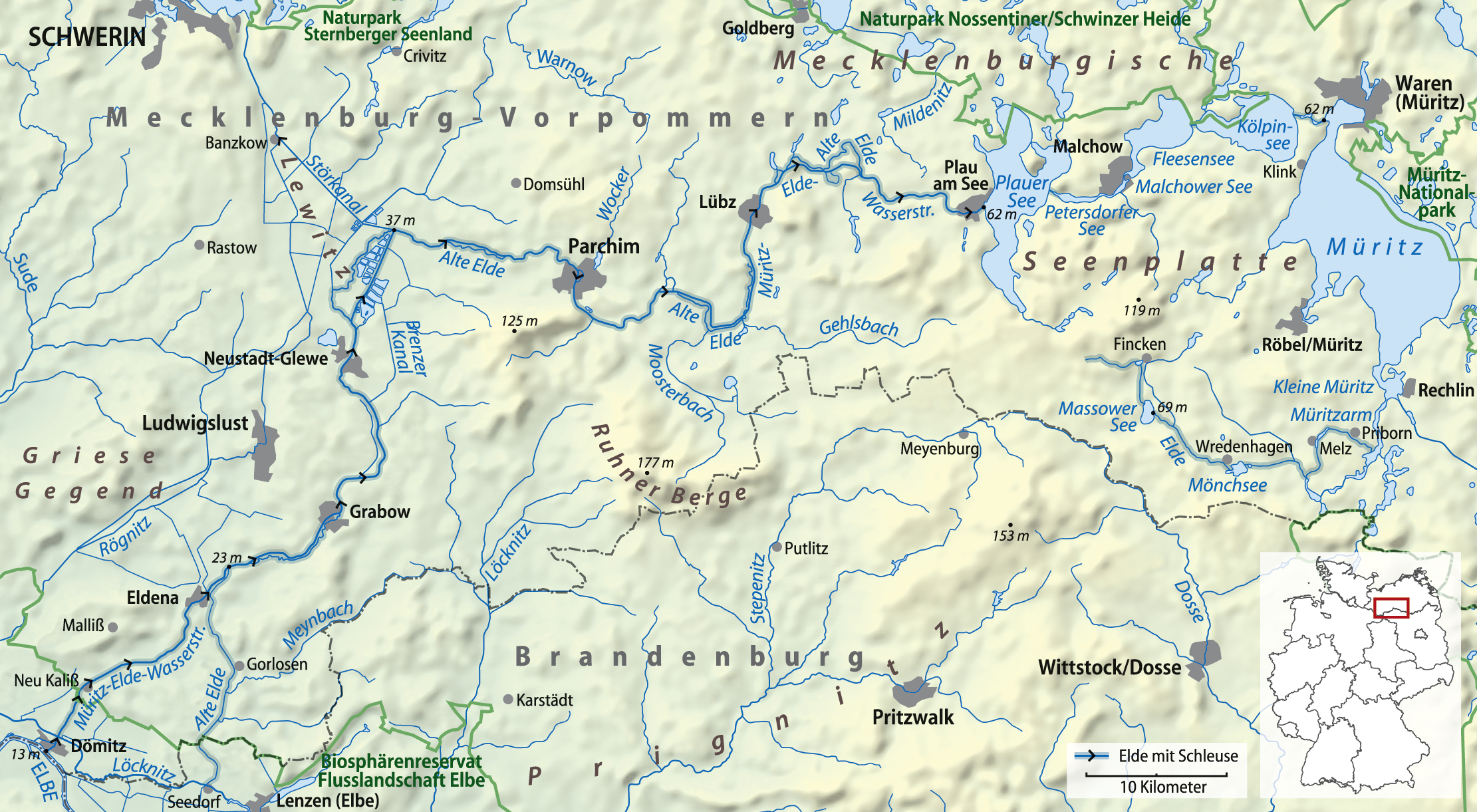
Lago Müritz y río Elde
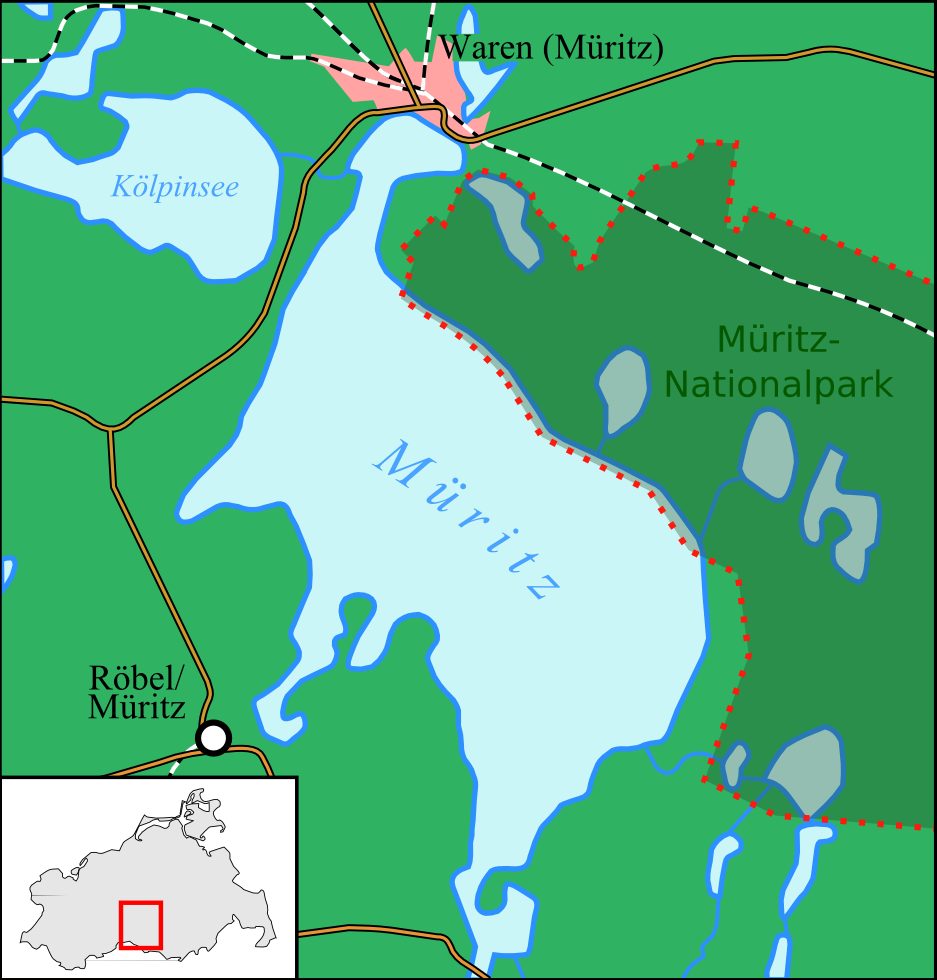
Mapa del lago Müritz
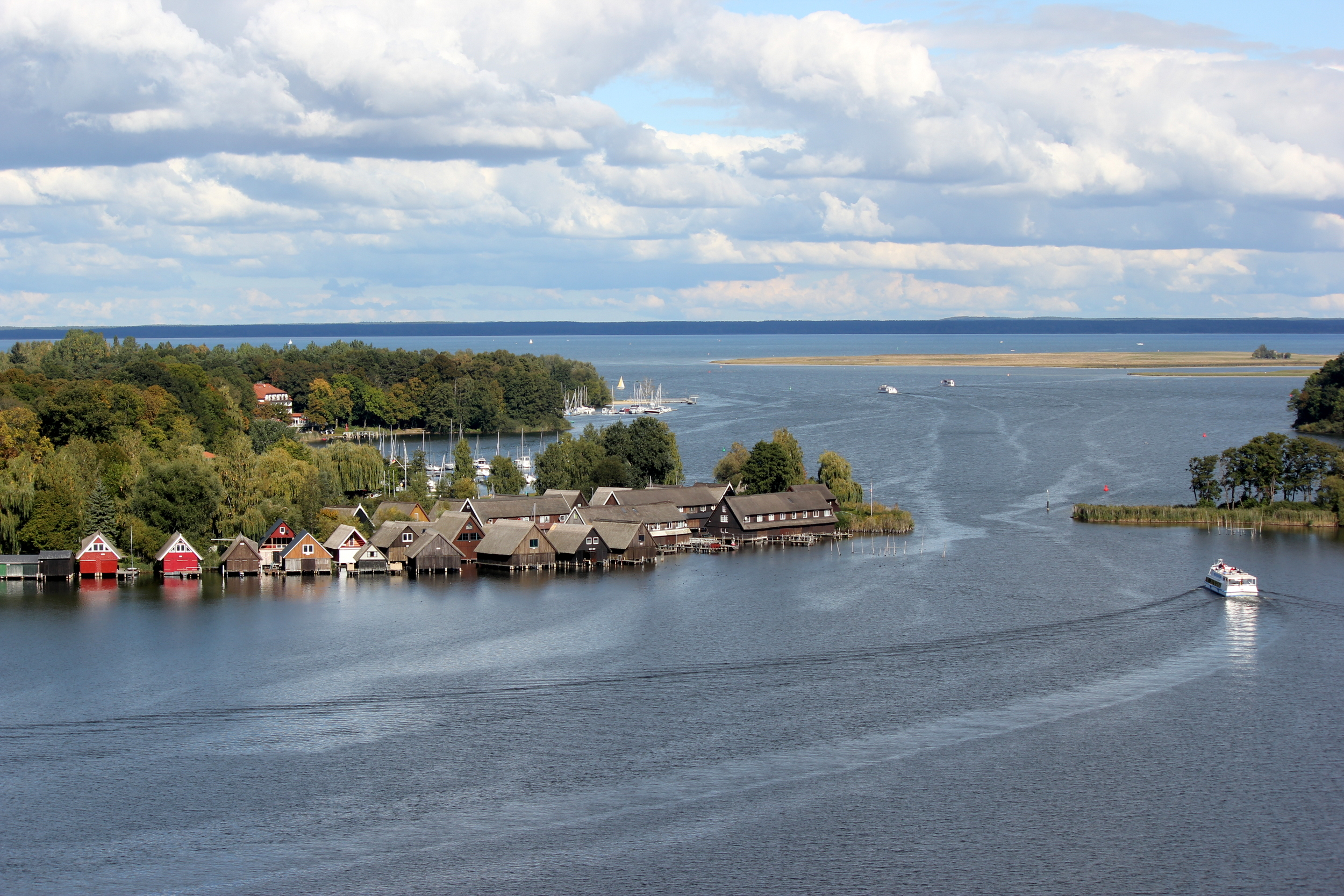
El lago Müritz y la localidad de Röbel
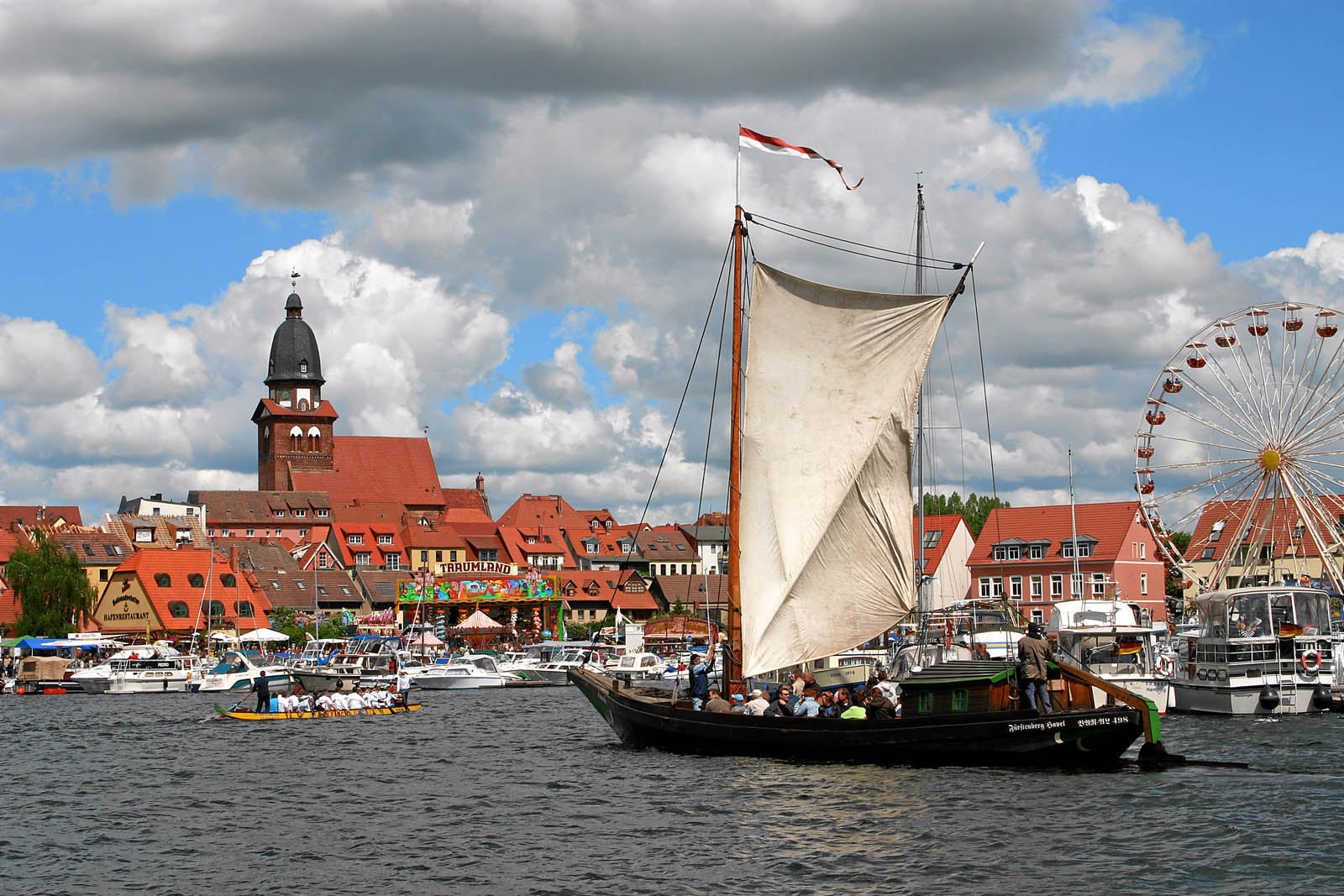
El puerto de Waren